# 州民大會

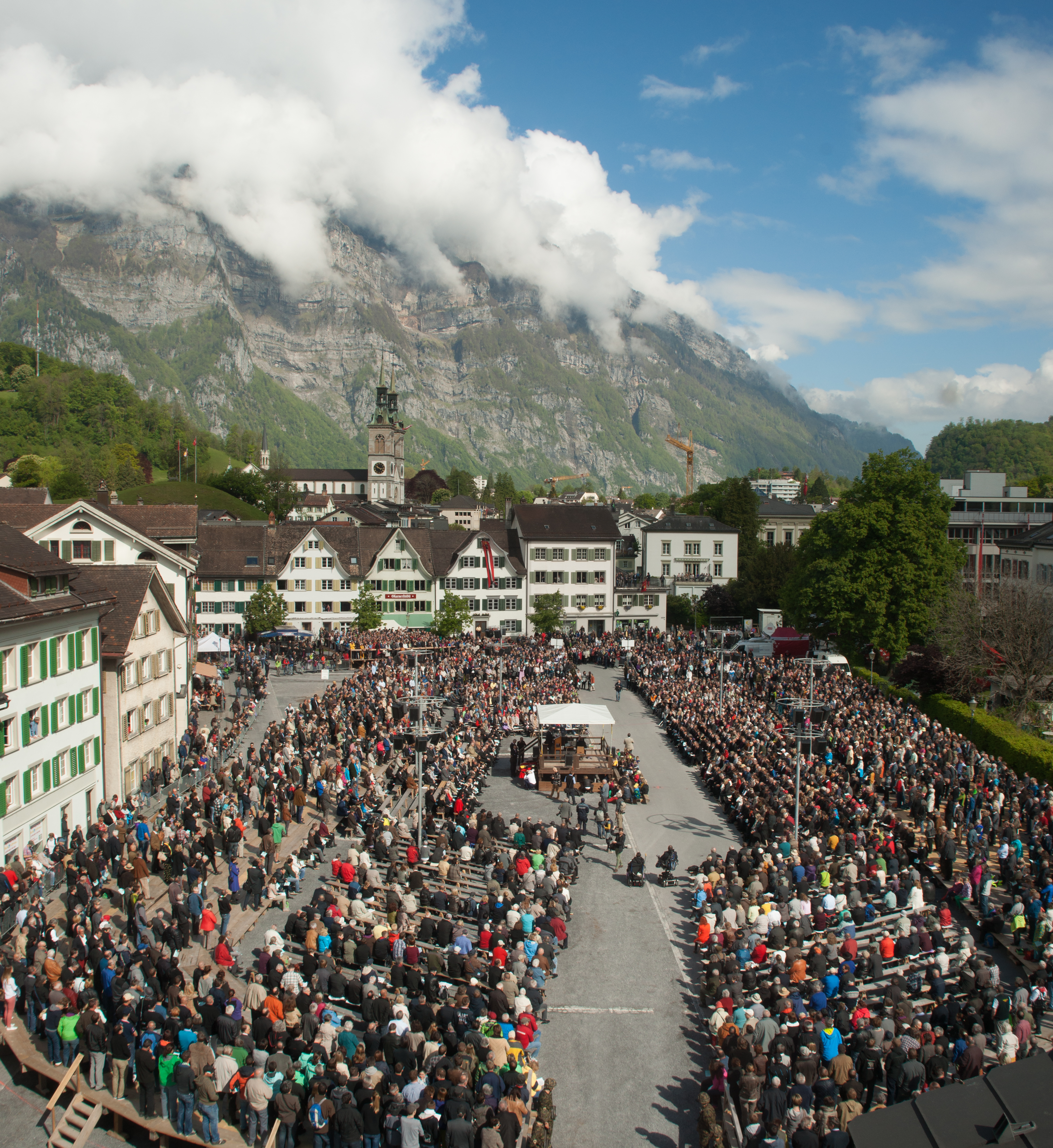
格拉魯斯的州民大會，日期為2014年5月4日。

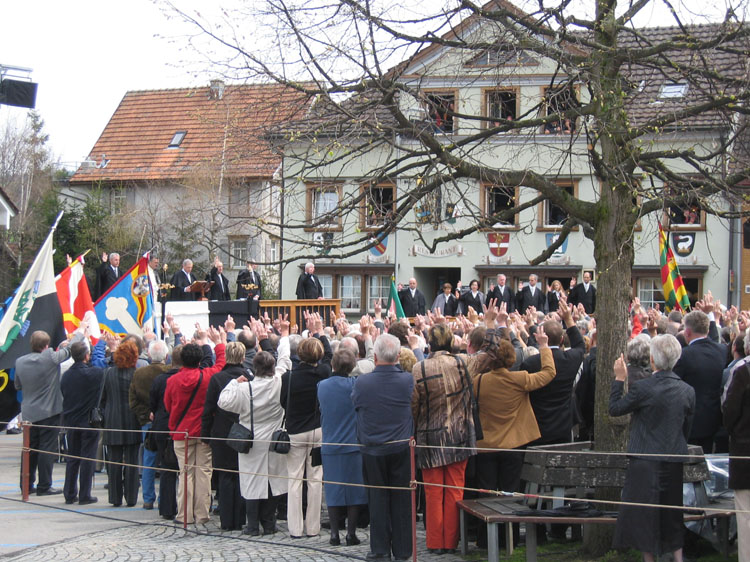
內阿彭策爾的州民大會。

州民大會（德語：Landsgemeinde，發音：[ˈlantsɡəˌmaɪndə]，意为“地方集會”；也译作露天州民大會）是部分瑞士州份所使用的一種古老且簡單的直接民主形式。參與集會者是州內擁有投票權的選民，舉手表決為其投票方式。只有8個鄉村地區的州曾經使用州民大會來決定全州事務。其中有6個已因為施行等問題而廢除。目前只剩格拉魯斯州與內阿彭策爾州還在使用當中。
其他已廢除此制度的州份有：
- 烏里州：最後一次集會在1928年5月6日[2]。
- 施維茨州：廢除於1848年。
- 上瓦爾登州：於1998年11月29日以無記名投票表決廢除[3]。
- 下瓦爾登州：於1996年12月1日的州民大會中決議廢除[4]。
- 楚格州：廢除於1848年。
- 外阿彭策爾州：於1997年9月28日經投票表決廢除[5]；最後一次集會於1997年4月27日[6]。

## 外部連結
- 2005年格拉魯斯州的州民大會
- 內阿彭策爾州的州民大會 （页面存档备份，存于）